# 波克罗夫斯科耶农村居民点 (大乌斯秋格区)
波克罗夫斯科耶农村居民点（俄语：Сельское поселение Покровское）是俄罗斯联邦沃洛格达州大乌斯秋格区所属的一个农村居民点。其下辖有49个居民点，行政中心为伊利因斯科耶。据2015年统计，该农村居民点的人口为336人。